# 速不台
速不臺（1176年—1248年，又作雪不台、唆伯台、速別額台、速別額台把阿禿兒、書部台等），兀良哈氏，者勒蔑之弟。蒙古帝国大將，亦是蒙古侵略歐洲中的实际領軍主帅，被成吉思汗封為「四犬」之一。曾參與第一次和第二次的西征，令帝國版圖擴展至俄羅斯一帶。其征战所及东至朝鲜半岛的高丽王朝，西达欧洲的波兰、匈牙利等，北到西伯利亚，南抵中国开封，是上古至中古時代在世界征战范围最广的将领。

## 生平
早年曾為成吉思汗鐵木真的那可兒（门户奴隶），因勇猛善戰，由百戶長升千戶長（蒙古第51位开国功臣）。蒙古建國後，從成吉思汗攻金和西征。元太祖十四年（1220年），成吉思汗以西域花剌子模國殺蒙古商隊及使者，乃親率二十萬大軍西征。速不台與另一大將哲別率軍三萬，追擊花剌子模君主摩訶末，摩訶末逃亡至裏海海島後病逝，又與哲別遠征阿塞拜疆、格魯吉亞、阿速、欽察、斡羅思，十八年底凱旋東返蒙古。

### 征金國
元太祖二十一年，從成吉思汗攻西夏。元太宗窩闊台時，參與滅金國，在三峰山、汴京和蔡州等戰役中，立有戰功。元太宗二十六年（1232年）4月，速不台領軍圍攻金都汴，金軍以完顏陳和尚為將，先後發射了名為「飛火槍」的大火箭與名為「震天雷」的鐵殼炸彈抗敵，雙方激戰16晝夜，金兵終獲大勝。次年5月，金軍乘小船以特大火箭夜襲蒙古兵營，再次奏效，並殲滅蒙古軍3500人。

### 拔都西征
元太宗窩闊台七年（1235年），從拔都西征，為先鋒。成吉思汗四個兒子的長子或長孫，即朮赤長子斡儿答、察合台長孫不里、窩闊台長子貴由、拖雷長子蒙哥，均參加是次西征，其他「諸王、駙馬、萬千百戶，也都隨長子出征」，故史稱「長子西征」。此次西征，先是稍早徹底滅亡了花剌子模，殺了札蘭丁。旋即大舉征服俄羅斯，攻陷莫斯科、基輔諸城，並分兵數路向歐洲腹心挺進。蒙古軍多次大勝使歐洲人心惶惶時，直至窩闊台去世的消息傳來而結束第二次西征。速不台先後破伏尔加保加利亚、匈牙利等國，兵至亞得里亞海濱。在參加貴由汗登基大典後，速不台回駐秃剌河（即土拉河）營地，不久即身故。

## 家族成員
- 兄：者勒蔑（一说非其兄长）
- 速不台（Sübe'etei ＞/sùbiéétái,سوبداى/sūbdā'ī）
  - 子：大元帥 兀良哈台（Uriangqadai ＞/wùliánggĕtái,اوريانكقداى/ūrīānkqadāī）
    - 孫：都元帥 闊闊带（Kököčü/Kökötei ＞/kuòkuòdài,كوكچو/Kūkuchū）
    - 孫：都元帥・中書左丞相 阿朮（Aju ＞/āzhú,آجو/Ājū）
      - 曾孫：河南王 卜憐吉带（Bürilgitei ＞/bŭliánjídài）
        - 玄孫：江浙行省平章政事 童童（Tongtong ＞/tóngtóng）

## 延伸阅读
[在维基数据编辑]
 《元史/卷121》，出自宋濂《元史》
 《元史/卷122》，出自宋濂《元史》
 《新元史/卷122》，出自柯劭忞《新元史》